# José María Balcázar
José María Balcázar Zelada (Nanchoc, San Miguel, Cajamarca, Perú, 17 de enero de 1943) es un abogado, jurista, magistrado, profesor universitario y político peruano. Es congresista de la república por Lambayeque para el periodo parlamentario 2021-2026.

## Biografía
Nació en el distrito de Nanchoc, ubicado en la provincia de San Miguel, del departamento de Cajamarca, el 17 de enero de 1943. Es pariente del alcalde de Cajamarca y excongresista Reber Joaquín Ramírez Gamarra.
Realizó sus estudios de abogado en la Universidad Nacional de Trujillo graduándose en el año 1972 y luego en 2005 obtuvo un doctorado en Derecho y Ciencia Política de la Universidad Nacional Pedro Ruiz Gallo. Laboró también como docente en la facultad de Derecho desde 1977.
Fue vocal superior titular de la Corte Superior de Justicia de Lambayeque. También fue decano del Ilustre Colegio de Abogados de Lambayeque, donde luego fuese vacado en 2019 e investigado por el presunto delito de apropiación ilícita.
Fue vocal supremo provisional de la Corte Suprema de Justicia de la República, y como tal, se desempeñó como juez de la Sala Civil Permanente.

## Labor política

### Congresista
Para las elecciones parlamentarias de 2021, decidió incursionar en la política como candidato al Congreso de la República en la lista de Lambayeque por el partido Perú Libre. Balcázar logró ser elegido congresista, con 6641 votos, para el periodo parlamentario 2021-2026.
En el Parlamento, se desempeñó como presidente de la Comisión especial de elegir a los nuevos magistrados del Tribunal Constitucional y también ejerce como vicepresidente de la Comisión de Justicia desde agosto de 2021.
Renunció a la bancada de Perú Libre en junio del 2022 y formó la bancada Perú Bicentenario junto con otros congresistas renunciantes.
Postuló a la primera vicepresidencia en la lista encabezada por José Jerí, de Somos Perú, en 2021, sin tener éxito, y de igual manera en su candidatura a la presidencia del Congreso.